# Yvy Porã
Tekoá Yvy Porã (Aldeia Terra Bela), conhecida pelos não-indígenas como Aldeia Guarani da Barra do Ribeiro, é uma comunidade indígena guarani localizada no município de Barra do Ribeiro, no estado brasileiro do Rio Grande do Sul.